# Barranc de la Font de Margarit
El barranc de la Font de Margarit és un curs d'aigua dels termes municipals de Sant Esteve de la Sarga i de Castell de Mur, a l'antic terme de Guàrdia de Tremp, a l'àmbit del poble de Cellers, sempre en el Pallars Jussà.
S'origina en el Serrat de les Marrades, a l'Obaga del Tic-tac, a llevant del Serrat Alt, al Planell de Gipon. Des d'aquest lloc davalla cap a llevant i de seguida abandona el terme de Sant Esteve de la Sarga, per entrar de seguida a l'antic terme de Guàrdia de Tremp. Al cap de poc troba la Font de Margarit, i poc després la Font del Cambrot, entre les quals corre paral·lel al barranc per la seva dreta el Camí de la Font; una mica després deixa a migdia lo Planell, i tot seguit passa pel sud de la Vinya de Fernando i s'aboca en la Noguera Pallaresa dins del Pantà dels Terradets, al sud del poble de Cellers i al nord de les Cases de l'Estació d'aquest mateix poble.